# Bignonia noterophila
Espèce
Classification phylogénétique
Synonymes
- Clytostoma noterophilum (Mart. ex DC.) Bureau & K.Schum. in C.F.P von Martius & auct. suc. (eds.), Fl. Bras. 8(2): 153 (1896)
- Adenocalymma ocositense Donn.Sm. in Bot. Gaz. 18: 209 (1893)
- Arrabidaea schumanniana Huber in Bol. Mus. Goeldi Hist. Nat. Ethnogr. 4: 606 (1906)
- Bignonia purpurea Lodd. ex Hook.f. in Bot. Mag. 95: t. 5800 (1869)
- Clytostoma elegans Standl. in Publ. Carnegie Inst. Wash. 461: 86 (1935)
- Clytostoma isthmicum Pittier in Contr. U.S. Natl. Herb. 18: 257 (1917)
- Clytostoma ocositense (Donn.Sm.) Seibert in Publ. Carnegie Inst. Wash. 522: 413 (1940)
- Clytostoma purpureum (Lodd. ex Hook.f.) Rehder in L.H.Bailey, Stand. Cycl. Hort. 2: 806 (1914)
- Petastoma laurifolium Kraenzl. in Repert. Spec. Nov. Regni Veg. 17: 57 (1921)
- Petastoma multiglandulosum Kraenzl. in Repert. Spec. Nov. Regni Veg. 17: 58 (1921)
- Petastoma ocositense (Donn.Sm.) Kraenzl. in Repert. Spec. Nov. Regni Veg. 17: 61 (1921)

Bignonia noterophila est une espèce de plantes à fleurs de la famille des Bignoniaceae. C'est une liane trouvée du sud du Mexique jusqu'au nord de l'Amérique du Sud.

## Publication originale
- Prodr. 9: 148 (1845).